# Mieczysław Kożuch
Mieczysław Kożuch (ur. 25 maja 1948 w Warze) – polski ksiądz katolicki, jezuita, doktor filozofii, prowincjał Prowincji Polski Południowej Towarzystwa Jezusowego w latach 1990–1996.

## Życiorys
Wyświęcony kapłana 15 sierpnia 1976. Studiował teologię w Krakowie (1969–1972) i Paryżu (1972–1973) oraz psychologię w Rzymie (1979–1982). Uzyskał magisteria z teologii i psychologii oraz doktorat z filozofii. Doktorat obronił w 1992 roku na Akademii Ignatianum w Krakowie. Od tego samego roku jest magistrem nowicjatu i rektorem Kolegium w Starej Wsi, gdzie pod koniec lat 70. był socjuszem magistra nowicjatu (1977–1979). Działał również jako kierownik duchowny kleryków w latach 1983–1984. Był rektorem kolegium księży jezuitów w Krakowie w latach 1984–1990 oraz prowincjałem prowincji Polski Południowej Księży Jezuitów w latach 1990–1996. Obecnie pracuje w parafii Matki Boskiej Kochawińskiej w Gliwicach na os. Kopernika. Jest autorem książek z zakresu postrzegania homoseksualizmu przez Kościół katolicki oraz dotyczących powołania i duchowości zakonnej. 

## Dzieła
Książki:
- Jak pomagać osobom o niechcianych skłonnościach homoseksualnych?, Kraków 2012.
- Nie musisz być homoseksualistą, Częstochowa 2004.
- Wyzwolenie w Chrystusie jako zasada działań pastoralnych wobec osób o orientacji homoseksualnej, Krościenko 2002.
- Antropologiczne podstawy i przebieg kolokwiów wzrostu, Kraków 2004.
- Chrześcijańska formacja indywidualna, Kraków 2001.
- Jak dobrze korzystać z kierownictwa duchowego, Kraków 2001.
- Czy dzisiaj można formować bez psychologii? pod red. Mieczysława Kożucha i Jacka Poznańskiego, Kraków 2002.
- Powołanie, rozeznanie i rozwój (wspólnie z: Krzysztof Dyrek, Kazimierz Trojan), Kraków 1993

Przekłady:
- Giuseppe Pittau, Rządy duchowe według charyzmatu ignacjańskiego, Kraków 1997.